# Kleinbüllesheim
Kleinbüllesheim este o localitate care aparține de orașul Euskirchen, landul Nordrhein-Westfalen, Germania. Localitatea are o populație de 1 250 de locuitori, fiind situat în nord-estul orașului.

## Geografie
Localități vecine: Großbüllesheim, Wüschheim, Dom-Esch și Weidesheim. Prin localitate curge pârăul Erftmühlenbach, la est se află drumul național spre Köln B-51 și calea ferată.

## Istoric

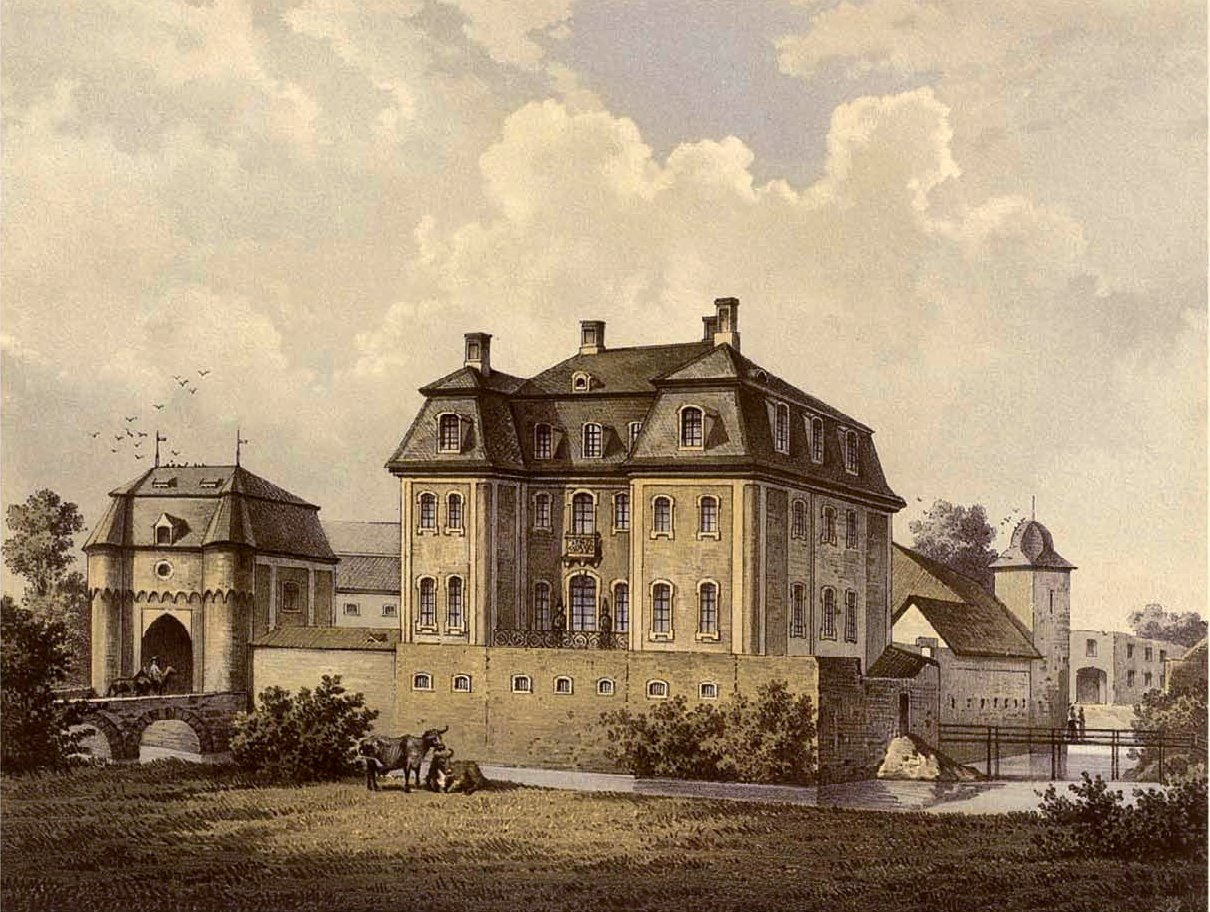
Palace Kleinbuellesheim, Alexander Duncker

In documentele istorice este pentru prima oară amintit în anul 856 când regele Lothar II de Lothringhen (835-869) dăruiește Bullengesheim vasalului Otbert. In anul 1728 este cetatea mare medievală reînoită de meșterul  Johann Conrad Schlaun. In anul 1753 este cetatea  după un incendiu reclădită, iar în 1873 arde complet cetatea mică. Din anul 1907 există în localitate două biserici ambele fiind numite St. Peter și Sf. Paul.

## Monumente
- Clădiri medievale din secolul XVIII
- Moara din 1881
- Cetatea Mare
- Biserica catolică St. Peter și Paul
- Biserica în stil romanic St. Peter și Sf. Paul
- Cimitirul cu morminte din Secolul XVII